# Baoro
Baoro ist eine Stadt in der Präfektur Nana-Mambéré im Westen der Zentralafrikanischen Republik. Die Bevölkerungszahl von Baoro wird für das Jahr 2012 mit 14.815 Einwohnern angegeben. Baoro ist die Hauptstadt der gleichnamigen Unterpräfektur.

## Lage und Verkehr
Baoro liegt am Oberlauf des Lobaye auf einer Höhe von etwa 790 m. Die Stadt wird von der Route Nationale 3 durchquert, die von Béloko an der Grenze zu Kamerun im Westen nach Bossembélé im Osten führt. Über Bossembélé ist die 383 Straßenkilometer weit entfernte Hauptstadt Bangui erreichbar. Außerdem beginnt in Baoro die Route Nationale 11, die in Richtung Süden bis fast nach Carnot führt.

## Bürgerkrieg
Ende 2013 war das Gerücht umgegangen, dass Anti-Balaka-Milizen die Stadt angreifen und die muslimischen Bewohner töten würden. Im Januar 2014 war die Stadt von der Anti-Balaka umzingelt und forderte von den muslimischen Bewohnern eine große Summe Geld, die diese nicht aufbringen konnten. Daraufhin griffen sie die Stadt an und lieferten sich Kämpfe mit Teilen der muslimischen Bevölkerung; 17 muslimische Zivilisten starben und es wurden Wohngebäude von Muslimen in Brand gesetzt. Viele christliche Bewohner flohen aus der Stadt oder flüchteten in die katholische Missionsstation. Der Anti-Balaka gelang es nicht, die Stadt einzunehmen und zog sich schließlich zurück. Im Anschluss richteten bewaffnete Muslime, unter ihnen auch Séléka-Kämpfer, ein Blutbad unter den verbliebenen christlichen Bewohnern der Stadt an; sie töteten mehr als 100 Zivilisten und zündeten Häuser von Christen an. In den folgenden Tagen kam Verstärkung für die Anti-Balaka; die restliche muslimische Bevölkerung, die die nötigen Mittel auftreiben konnte, floh aus der Stadt, bevor die Anti-Balaka erneut nach Baoro eindrang und Häuser plünderte. Ob es zu weiteren Toten oder Verletzten kam, ist nicht bekannt.
Im Zuge der Präsidentschaftswahl in der Zentralafrikanischen Republik 2020/21 kam es landesweit zu Angriffen von Rebellengruppen auf Städte in der Zentralafrikanischen Republik, weil der ehemalige Präsident François Bozizé nicht erneut zur Wahl zugelassen worden war. Nachdem Baoro Ende Dezember von der Rebellengruppe CPC angegriffen worden war, konnten die regulären Streitkräfte die Kontrolle über die Stadt und die Verkehrswege im Februar 2021 wieder übernehmen.

## Persönlichkeiten
- Simplice Sarandji (* 1955), Premierminister der Zentralafrikanischen Republik